# Cristiano Ronaldo nemzetközi repülőtér
Cristiano Ronaldo nemzetközi repülőtér (korábban: Santa Catarina illetve Madeira-Funchali nemzetközi repülőtér) (IATA: FNC, ICAO: LPMA) a Portugáliához tartozó  Madeirán, a sziget fővárosától 14 km-rel keletre épült, közvetlenül a keleti tengerparton. Ez a sziget egyetlen repülőtere.
A History Channel tévécsatorna Most Extreme Airports című műsora a világon a 9. legveszélyesebb repülőtérnek nyilvánította, Európában a 2. legveszélyesebbnek a Gibraltári repülőtér után.

## Leírása
A kifutópálya hossza 2480 m, teljes hossza 2780 m, szélessége 45 m.
A repülőtér specialitása, hogy a kifutópálya egy része 180 betonlábon támaszkodik.
A kifutópályát egyik oldalról hegyek határolják, a másikról pedig az óceán, ezért a leszállás korábban még tapasztalt pilóták számára is különösen veszélyes volt. A kifutópálya meghosszabbítása óta nagyobb gépek is le tudnak itt szállni.
A VR-1 jelzésű autóút 400 m hosszan a kifutópálya keleti része alatt halad el.

## Története
A szigetre 1921. március 22-én érkezett meg az első repülőgép; az F3 típusú hidroplán Lisszabonból indult.
1957-ben szállt le a szárazföldre az első polgári repülőgép, a mai Santa Catarina település közelében.
1964. július 18-án indult meg a rendszeres polgári légi közlekedés a szigetről a jelenlegi repülőtérről, aminek kifutópályája akkor 1600 m hosszú volt. Ez előtt szigorú meteorológiai vizsgálatokat végeztek egy Dakota CS-DGA repülőgéppel.
1973-ban 500 000 utas érkezett a repülőtérre. Az egyre nagyobb repülőgépek nem tudtak leszállni az 1600 m-es kifutópályán, ezért annak meghosszabbítása mind szükségesebbnek látszott.
1975-ben megvizsgálták, hogy a szigeten hol lehetne nagyobb, nemzetközi forgalomra alkalmas repülőteret létrehozni. Az alábbi helyszínek jöttek szóba:  Ponta do Pargo, Ponta São Lourenço, Santo Amaro, São Martinho, Prazeres, São Jorge, Santana, Porto da Cruz, Caniçal, Camacha, Câmara de Lobos, Porto Moniz, Santo da Serra, Paul da Serra és Caniço. A tanulmány megállapította, hogy továbbra is az akkor már Santa Catarina mellett üzemelő repülőtér a legjobb választás.
1982–1986 között a kifutópályát meghosszabbították 1800 m-re. Iránya ekkor 06/24 volt.
2000-ben a sziget grandiózus vállalkozásba kezdett, aminek eredményeként a kifutópálya teljes hossza 2781 m-re növekedett. A terület egy része akkor még tenger volt, amit feltöltöttek. 2002-ben új utasterminált építettek.
A 2000‑ben elkészült kifutópálya-bővítés betonoszlopai 2004-ben elnyerték a Nemzetközi Híd- és Szerkezetműszaki Társaság (IABSE) Kiváló építmény díját.
2016-ban bejelentették, hogy a repülőtér Cristiano Ronaldo nevét fogja viselni, az avatóünnepséget 2017 márciusában tartották.

## Forgalom
Az utasforgalom az elmúlt években az alábbi módon változott:
| Utasok száma | 2 276 441 | 2 360 857 | 2 446 924 | 2 233 524 | 2 204 196 | 2 459 793 | 2 971 725 | 3 182 480 | 693 727 | 3 873 509 |
|              | 2004      | 2006      | 2008      | 2010      | 2012      | 2014      | 2016      | 2018      | 2020    | 2022      |